# 楊麗仙
楊麗仙（6月6日—），1970年代香港電台的女播音員，演出及編導過無數香港電台廣播劇。楊麗仙在1970年代初期加入香港電台，大多擔任廣播劇演出。1974年9月24日，楊麗仙與同期的香港電台播音員熊德誠（後為麗的亞視藝員）結婚，並且在九龍婚姻註冊處註冊。1970年代中期開始，楊麗仙亦作其他幕前演出，參演香港電台電視部劇集《獅子山下》及香港電台歌劇等。1980年3月19日，楊麗仙於浸會醫院誕下一子，取名熊偉衡。1980年代，楊麗仙曾為港產電影配音，90年代更為動畫影碟配音。1990年代起，楊麗仙大多擔任廣播劇的編導工作，至九十年代中期後，逐漸淡出廣播界。

## 廣播劇作品

### 演出
1974年
- 《桑園》飾 阿媚

1977年
- 《春之夢幻》飾 馬愛詩

1978年
- 《查彌兒與我》飾 查彌兒

1979年
- 《睡谷》飾 蓓莉
- 《簾捲西風》飾 李鈺
- 《午夜結他》飾 文愛蓮
- 《陌上歸人》飾 葉芝兒

1980年
- 《霧裡玫瑰》飾 莫花拉
- 《白馬王子》飾 高依芙
- 《雲外千峰》飾 王曼絲／黎小玉
- 《情在深時》飾 林君梅

1981年
- 《喜寶》飾 勖聰慧
- 《連城訣》飾 戚芳
- 《煙外曉雲輕》飾 源思薇
- 《天鵝姑娘》飾 余小麗

1982年
- 《木結他》飾 張珍珠
- 《神鵰俠侶》飾 小龍女
- 《倚天屠龍記》飾 周芷若

1983年
- 《名公子》飾 姚鳳
- 《奇俠司馬洛之喪屍山莊》飾 莎莉／梁霞
- 《相思鳥》飾 廖相思

1984年
- 《八月櫻桃》飾 李素心
- 《男生女生》飾 朱冬青
- 《戀曲四重奏》飾 蔡珍納
- 《父與子》飾 萊斯母
- 《大廈》飾 郭太太

1985年
- 《外遇》飾 天娜
- 《緣》飾 方璧君
- 《童歌》飾 童年小志
- 《薔薇幻影》飾 康莊
- 《愛情帖》飾 白苑司

1986年
- 《寒煙翠》飾 林綠綠
- 《萍蹤俠影錄》飾 雲蕾

1987年
- 《筆友》飾 佩姬素
- 《煙雨濛濛》飾 陸依萍
- 《圓舞》飾 喬梅琳

1988年
- 《水仙》飾 詠雅

1989年
- 《傅家的兒女們》飾 白秀貞

1990年
- 《阿修羅》飾 呂學儀
- 《異鄉人》飾 方祖菲
- 《簡愛》飾 安蓓蘭

1991年
- 《弄潮兒》飾 壁宿

1993年
- 《艷陽牡丹》飾 何愛弟

1995年
- 《如何說再見》飾 阮世芳

1996年
- 《天生一對》飾 May

### 編導
1990年
- 《阿修羅》

1991年
- 《弄潮兒》

1992年
- 《怨女》

1993年
- 《艷陽牡丹》

1994年
- 《塵網》
- 《千情共抱之愛情雞尾酒》
- 《香雪海》
- 《千情共抱之錯愛》

1995年
- 《海棠紅》
- 《共赴一生浪漫》
- 《被告香豌豆》
- 《雪少女》
- 《鏡花緣》
- 《玫瑰的故事》
- 《玫瑰盛放》
- 《玫瑰再見》

1996年
- 《無歌的幽谷》
- 《深情舞台》
- 《千情共抱之情債》

1998年
- 《靈感追兇》

## 電台節目主持
1976年
- 《美麗的音符》

## 配音作品
- 粗體表示者為作品中的主角或要角
- 首播年份以楊麗仙配演的角色首次出場的日子為依歸
- 已知於片中有演唱的角色在角色名後會加上♪符號

### 電影
| 播映年份 | 作品名稱       | 配演角色 | 配演演員 | 備註       |
| -------- | -------------- | -------- | -------- | ---------- |
| 1984     | 緣份           | Monica   | 張曼玉   | 電影公映版 |
| 1985     | 摩登仙履奇緣   | 張曼珠   | 張曼玉   | 電影公映版 |
| 1986     | 原振俠與衛斯理 | 彩虹     | 張曼玉   | 電影公映版 |
| 1987     | 心鎖           | 玉鸞     | 俞小凡   | 香港公映版 |
| 1987     | 江湖情         | 劉寶兒   | 劉嘉玲   | 電影公映版 |

### 電視動畫／OVA
| 播映年份 | 作品名稱    | 配演角色                   | 備註                     |
| -------- | ----------- | -------------------------- | ------------------------ |
| 1994     | 美少女戰士R | 水野亞美（Sailor Mercury） | 愛子動畫影碟版，配演前期 |

### 劇場版／動畫電影
| 首播年份 | 作品名稱                     | 配演角色     | 備註             |
| -------- | ---------------------------- | ------------ | ---------------- |
| 1989     | 城市獵人之「愛與宿命之密林」 | 天欣（Nina） | 安樂電影公司版本 |

## 外部連結
- 精選廣播劇 （页面存档备份，存于）